# Branná (přítok Moravy)
Branná (německy Bord) je říčka na pomezí okresů Jeseník a Šumperk, levý přítok řeky Moravy, který odvodňuje části Rychlebských hor, Hrubého Jeseníku a Hanušovické vrchoviny v České republice. Délka jejího toku činí 21,6 km a plocha povodí měří 115,3 km².

## Průběh toku
Branná pramení v Rychlebských horách, jižně pod vrcholem jejich nejvyšší hory Smrku (nedaleko historického trojmezí Moravy, Slezska a Kladska) v nadmořské výšce okolo 1090 metrů. Celkový směr toku je zprvu jihovýchodní, později jižní až jihozápadní.
Od pramene Brousek poblíž Solné chaty Branná spadá lesnatým údolím, sevřeným Travnou a Liščí horou po pravé straně a horou Klín po levici, přičemž postupně přibírá několik bezejmenných potůčků. Po projití osadou Petříkov, nevelkým lyžařským střediskem, se tok stáčí k jihu a údolí poněkud otevírá. Z levé strany se přes Ramzovské sedlo k Branné přimykají železniční trať 292 Krnov - Šumperk a silnice II/369, které pak sledují celý zbývající běh říčky až k ústí.
Branná protéká obcí Ostružná, kde na vyvýšenině po pravém břehu stojí nepřehlédnutelný soubor stožárů větrné elektrárny, přibírá zprava potok Ostružinku a následuje úsek chráněný jako přírodní rezervace Niva Branné (8,9 ha). Údolí říčky v těchto místech tvoří nejen pomyslné rozhraní mezi Hanušovickou vrchovinou na západě a Hrubým Jeseníkem na východě, ale přepažuje je též linie předválečného československého opevnění. Nedokončený atypický pěchotní srub StM-S 50 "U Trati", který měl postřelovat silnici a železnici v údolí Branné, prochází v posledních letech rekonstrukcí a po domluvě může být zpřístupněn. Poblíž se zleva vlévá Klepáčský potok, následuje sevřená skalnatá soutěska a zprava ústí Brusný potok. Nad soutokem se vypíná hrad Kolštejn v obci Branná.
Další kilometry plyne říčka úzkým hlubokým údolím k jihu, u osady Františkov se zleva přidává Hučava, níže v Nových Losinách ze stejné strany přibývá Novolosinský potok a směr se mění na jihozápadní. Branná protéká obcí Jindřichov, před níž zleva přijímá potok Sklená voda a za ní zprava potok Staříč (na ostrohu nad soutokem se nacházejí pozůstatky hradu Pleče). V Jindřichově je též pro Brannou situována vodoměrná stanice. Následujícím levým přítokem je Pekařovský potok a ve stejnojmenné osadě Potůčník. Tok se ještě na dva kilometry obrací k západu, přijímá zprava Hanušovický potok a nakonec uprostřed města Hanušovice zleva ústí do řeky Moravy ve výšce zhruba 395 metrů nad mořem.

## Významné přítoky
(L=levý, P=pravý)
- Ostružinka (P) – v Ostružné
- Klepáčský potok (L) – mezi Ostružnou a Brannou
- Brusný potok (P) – v Branné
- Hučava (L) – u Františkova
- Novolosinský potok (L) – v Nových Losinách
- Sklená voda (L) – nad Jindřichovem
- Staříč (P) – pod Jindřichovem
- Pekařovský potok (L) – mezi Jindřichovem a Potůčníkem
- Potůčník (L) – v Potůčníku
- Hanušovický potok (P) – v Hanušovicích

## Vodní režim
Průměrný průtok u ústí činí 1,69 m³/s.
Hlásný profil:
| místo      | říční km | plocha povodí | průměrný průtok (Qa) | stoletá voda (Q100) |
| ---------- | -------- | ------------- | -------------------- | ------------------- |
| Jindřichov | 4,90     | 90,31 km²     | 1,53 m³/s            | 85,2 m³/s           |

## Mlýny
Mlýny jsou seřazeny po směru toku řeky.
- Mlýn v Ostružné – Ostružná čp. 2, okres Jeseník
- Vodní mlýn v Branné – Branná čp. 97, okres Šumperk, kulturní památka